# A Girl Alone
A Girl Alone è un cortometraggio muto del 1912 diretto da Bert Haldane.

## Trama
Una ragazza orfana viene ingannata e indotta a un finto matrimonio. Riuscirà a salvarla il suo innamorato.

## Produzione
Il film fu prodotto dalla Hepworth.

## Distribuzione
Distribuito dalla Hepwix (Hepworth), il film - un cortometraggio di una bobina - uscì nelle sale cinematografiche britanniche il 14 marzo 1912.